# Taveuni
Taveuni est la troisième plus grande île des îles Fidji après Vanua Levu et Viti Levu avec sa superficie de 435 km2. Taveuni est situé à 6,5 km à l'est de Vanua Levu dans l'océan Pacifique. Elle fait partie de la Division septentrionale des îles Fidji. Elle a une population avoisinant les 9 000 habitants dont près de 75 % sont des indigènes fidjiens selon le recensement de 1996. La flore abondante de l'île lui a valu son surnom d'« Île jardin des Fidji ». Elle est une destination touristique populaire.
Le 180e méridien (plus connu sous le nom d'antiméridien) traverse l'île de Taveuni.